# Loay, Bohol
Loay là đô thị hạng 5 ở tỉnh Bohol, Philippines. Theo điều tra dân số năm 2007, đô thị này có dân số 15.881 người.

## Các đơn vị hành chính
Loay về mặt hành chính được chia thành 24 khu phố (barangay).
| - Agape - Alegria Norte - Alegria Sur - Bonbon - Botoc Occidental - Botoc Oriental - Calvario - Concepcion - Hinawanan - Las Salinas Norte - Las Salinas Sur - Palo | - Poblacion Ibabao - Poblacion Ubos - Sagnap - Tambangan - Tangcasan Norte - Tangcasan Sur - Tayong Occidental - Tayong Oriental - Tocdog Dacu - Tocdog Ilaya - Villalimpia - Yanangan |